# Lubycza Królewska
Lubycza Królewska is een dorp in het Poolse woiwodschap Lublin, in het district Tomaszowski (Lublin). De plaats maakt deel uit van de gemeente Lubycza Królewska en telt ca. 1800 inwoners.

## Verkeer en vervoer
- Station Lubycza Królewska